# Tabala (Jonava)
Tabala ist ein Dorf mit 12 Einwohnern (Stand 2011) in Litauen, im Amtsbezirk Šilai, in der Rajongemeinde Jonava (Bezirk Kaunas), 15 Kilometer von der Mittelstadt Jonava, unweit der Rajongemeinde Ukmergė. Hier fließt der Lokys, der Nebenfluss der Neris. Im Norden gibt es Palokys. Im Süden liegt der Wald Pageležiai und im Westen der Wald Bareišiai (der östliche Teil). Es gab hier ein Ornithologie-Schutzgebiet zum Schutz der Wasservögel (Tabalų vandens paukščių draustinis).